# Foz do Sousa e Covelo
Foz do Sousa e Covelo (oficialmente: União das Freguesias de Foz do Sousa e Covelo) é uma freguesia portuguesa do município de Gondomar, com 30,24 km² de área e 7034 habitantes (censo de 2021). A sua densidade populacional é 232,6 hab./km².

## História
Foi constituída em 2013, no âmbito de uma reforma administrativa nacional, pela agregação das antigas freguesias de Foz do Sousa e Covelo e tem a sede em Foz do Sousa.

## Demografia
A população registada nos censos foi:
| Distribuição da População por Grupos Etários | Distribuição da População por Grupos Etários | Distribuição da População por Grupos Etários | Distribuição da População por Grupos Etários | Distribuição da População por Grupos Etários | Distribuição da População por Grupos Etários |
| -------------------------------------------- | -------------------------------------------- | -------------------------------------------- | -------------------------------------------- | -------------------------------------------- | -------------------------------------------- |
| Antes da agregação                           |                                              |                                              |                                              |                                              |                                              |
| Ano                                          | 0-14 anos                                    | 15-24 anos                                   | 25-64 anos                                   | >= 65 anos                                   | Total                                        |
| 2001                                         | 1377                                         | 1221                                         | 4476                                         | 1086                                         | 8160                                         |
| 2011                                         | 1023                                         | 886                                          | 4471                                         | 1321                                         | 7701                                         |
| Após a agregação                             |                                              |                                              |                                              |                                              |                                              |
| Ano                                          | 0-14 anos                                    | 15-24 anos                                   | 25-64 anos                                   | >= 65 anos                                   | Total                                        |
| 2021                                         | 757                                          | 715                                          | 3803                                         | 1759                                         | 7034                                         |